# Wojska Obrony Powietrznej (Rosja)
Wojska Obrony Powietrznej – rodzaj sił zbrojnych ZSRR; rodzaj wojsk Sił Zbrojnych Federacji Rosyjskiej.

## Historia
W 1948 wojska obrony powietrznej otrzymały status samodzielnego rodzaju sił zbrojnych i zapewniały osłonę obiektów wojskowych, administracyjno-gospodarczych oraz wojsk. W 1958 w Związku Radzieckim utworzono w ramach wojsk lądowych wojska obrony przeciwlotniczej. W tej sytuacji zadania WOP zostały ograniczone do osłony obiektów strategicznych.
W 1986 zintegrowano (usankcjonowano podział) WOP z elementami systemu obrony antyrakietowej i kosmicznej. W ich skład weszły: wojska radiotechniczne, wojska rakietowe OP, lotnictwo myśliwskie OP, wojska obrony rakietowej i kosmicznej.
Rozkaz prezydenta Rosji nr 725 z 16 lipca 1997 nakazał integrację dotąd samodzielnych Wojsk Obrony Powietrznej z Siłami Powietrznymi. Tym sposobem WOP utracił statut samodzielnego rodzaju SZ. Jednym z następstw reorganizacji armii w latach 1997–1998 było rozdzielenie systemu obrony powietrznej oraz systemu obrony przeciwrakietowej i kosmicznej. W rezultacie reorganizacji utworzono samodzielne Siły Powietrzne i Obrony Przeciwlotniczej, oraz Strategiczne Wojska Rakietowe, które zawierały składowe trwale rozdzielonych systemów OP oraz obrony przeciwrakietowej i kosmicznej.

## Rozmieszczenie sił i środków
W chwili rozpadu ZSRR poza granicami Rosji pozostały cztery korpusy Obrony Przeciwlotniczej. Pozostałe siły i środki WOP wykorzystano do formowania WOP Federacji Rosyjskiej. Rozkazem prezydenta Rosji z 17 lipca 1993 rozpoczęto prace projektowe nad utworzeniem połączonego Systemu Obrony Powietrzno-Kosmicznej. W 1994 wprowadzono zautomatyzowany system S-50 obrony Moskwy. W Moskiewskim Okręgu OP utrzymywano 35–37 pułków rakietowych OP. Stanowiło to około 900 zestawów S-200 i S-300P. Grupa WROP osłaniająca Petersburg oraz rejon bazowania Floty Północnej dysponowała 23–24 pułkami rakiet OP, czyli około 600 zestawów rakiet OP. W Okręgu Królewieckim znajdowały się w tym czasie 1–2 pułki rakiet OP, czyli około 50 zestawów S-300P. Grupa WROP osłaniająca rejon bazowania Flotylli Oceanu Spokojnego oraz rejony przemysłowe Uralu i Syberii to około 750 zestawów rakietowych. W regionie Kaukazu Północnego znajdowało się 8–9 pułków rakietowych OP, czyli około 150 zestawów rakiet OP.
W latach 1992–1998 wycofano samoloty myśliwskie III generacji i tym samym park lotnictwa myśliwskiego OP zmniejszył się do około 825 samolotów. Potencjał lotniczy podzielono między okręgi wojskowe. Zredukowano liczbę związków taktycznych i oddziałów wojsk radiotechnicznych z 54 do 21. W wyniku reorganizacji (redukcji) zmodyfikowano sposób wykorzystania potencjału WOP, rezygnując z ciągłej strefy, a wysiłek obrony skoncentrował się na osłonie oddzielnych obszarów (obiektów). Proces reorganizacji skutkował rozformowaniem 10 Armii OP i redukcją potencjału WOP o ok. 55%. Z eksploatacji wycofano najstarsze zestawy S-75 i S-125, liczbę zestawów S-200 zmniejszono z 1200 do 400.

## Struktura organizacyjna WOP
Struktura funkcjonalna w latach 1986–1991
- dowództwo
- jednostki centralnego podporządkowania
- armia obrony rakietowo-kosmicznej
  - system wczesnego ostrzegania
  - system obrony antyrakietowej
  - system monitorowania przestrzeni kosmicznej
- okręgi wojsk OP
  - korpus OP
  - dywizja OP
- armie wojsk OP
  - korpus OP
  - dywizja OP
- pułki lotnictwa myśliwskiego
- brygady i pułki rakietowe
- brygady i pułki wojsk radiotechnicznych